# Colletot
Colletot ist eine französische Gemeinde mit 179 Einwohnern (Stand: 1. Januar 2022) im Département Eure in der Region Normandie. Die Gemeinde gehört zum Kanton Pont-Audemer. Die Einwohner werden Colletotais genannt.

## Geographie
Colletot liegt etwa 35 Kilometer nördlich von Bernay im Roumois. Umgeben wird Colletot von den Nachbargemeinden Valletot im Norden, Cauverville-en-Roumois im Osten und Nordosten, Appeville-Annebault im Südosten sowie Corneville-sur-Risle im Süden und Westen.
| Jahr      | 1962 | 1968 | 1975 | 1982 | 1990 | 1999 | 2006 | 2013 |
| --------- | ---- | ---- | ---- | ---- | ---- | ---- | ---- | ---- |
| Einwohner | 101  | 88   | 88   | 94   | 104  | 110  | 143  | 193  |

## Sehenswürdigkeiten
- Kirche Saint-Denis aus dem 17. Jahrhundert

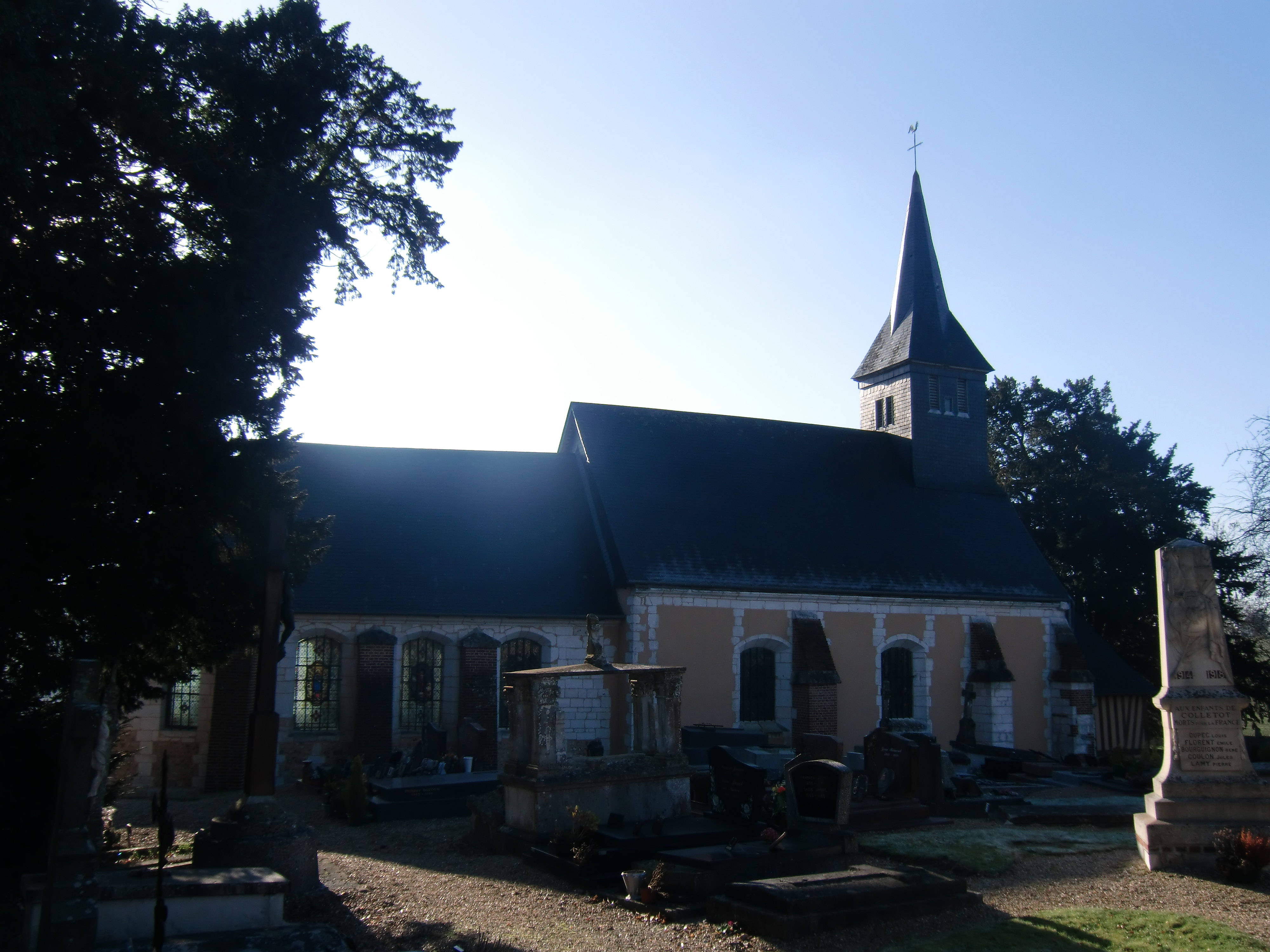
Kirche Saint-Denis

- Pfarrhaus